# Monument des Maquis de l'Ain
Le monument des Maquis de l'Ain est une sculpture réalisée par Charles Machet et située au mémorial des maquis de l'Ain et de la Résistance à Cerdon dans l'Ain.

## Histoire
Sa construction est décidée par l'Association des anciens du maquis de l'Ain présidée par le colonel Henri Romans-Petit et débute le 26 juin 1949 pour une inauguration le 29 juillet 1951. Son créateur principal est le sculpteur Charles Machet. La construction est financée par une souscription nationale lancée par l'Association, l'État français, le département de l'Ain et par des dons privés. Le corps d'un maquisard inconnu prélevé au cimetière de Nantua y est inhumé lors d'une cérémonie présidée par Gaston Monnerville le 20 mai 1954. La citation de Louis Aragon issue du dernier vers de La Chanson du franc-tireur de Louis Aragon « Où je meurs renaît la Patrie » est gravée sur le monument.